# Thècle de Valloire
Pour les articles homonymes, voir Thècle.
Sainte Tigris ou Tygris ou Tigre, dite de Maurienne ou de Valloire, plus connue sous le nom de sainte Thècle, est une ermite savoyarde, très probablement originaire de Valloire, en Maurienne, et qui aurait vécu au VIe siècle. Elle est vénérée localement pour avoir apporté les reliques de Jean le Baptiste dans la vallée. Elle est célébrée le 25 juin.

## Légende
Tigris, Tygris, Tigre, ou Thècle en langue vulgaire, selon la légende, aurait ramené d'Orient trois doigts du saint Jean le Baptiste,,. La présence de ces reliques dans la ville de Saint-Jean-de-Maurienne pousse le roi de Bourgogne, Gontran à fonder l'évêché de Saint-Jean-de-Maurienne, vers 575.
La légende raconte que trois moines d'origine irlandaise (on trouve la variante écossaise) se seraient arrêtés dans un village de Maurienne, mentionné comme Volascis, alors qu'ils rentraient d'un pèlerinage en Terre Sainte,. Le col du Galibier est l'une des voies majeures reliant la France à l'Italie, à cette période. Ils reçoivent l'hospitalité de la part de deux sœurs, d'origine nobles, appelées Tygris et Pigménie ou Piménie,,. Ils font une forte impression sur les deux sœurs,. Le chanoine Adolphe Gros fait le récit suivant « Au cours de leurs pieux entretiens, les moines leur parlèrent des miracles opérés par les reliques de saint Jean-Baptiste, dont le corps avait été inhumé dans la ville de Sébaste, l’ancienne Samarie et transporté longtemps plus tard à Alexandrie d’Egypte, à l’exception de la tête qui se trouvait à Edesse en Phénicie ». Thècle souhaite elle aussi faite le pèlerinage, accompagnée d'une servante,,. Elle passe par Milan, Rome , puis le port d'Ostie pour rejoindre l’Égypte afin d'approcher les précieuses reliques du saint,. La suite est connue notamment par le seul document de la période relatant ces faits, Liber in gloria martyrum (« De la gloire des bienheureux martyrs ») tiré des Sept livres des miracles (écrit après 574), de Grégoire de Tours :

« Une certaine femme, venue de la ville de Maurienne, demanda des reliques du précurseur et s'engagea par serment à ne pas s'en aller sans en avoir reçu une. Mais comme les habitants du lieu affirmaient que c'était impossible, elle se prosternait chaque jour devant le sépulcre en priant, comme nous l'avons dit, pour qu'il lui fût accordé quelque chose de ces saints membres. Dans ce but elle passa une année entière, puis une seconde, continuellement en prière. Au commencement de la troisième, comme elle voyait que ses prières n'avaient pas d'effets, elle se couchant devant le sépulcre et déclara solennellement qu'elle ne se relèverait pas avant d'avoir reçu du saint ce qu'elle demandait. Le septième jour, quand déjà elle tombait d'inanition, un pouce d'une éclatante blancheur et resplendissant de lumière apparut sur l'autel. Reconnaissant là un don de Dieu, la femme se releva et plaça dans une petite boîte en or ce qu'elle avait mérité du Seigneur. Et avec une grande joie, elle revint dans son pays. »

— De la gloire des bienheureux martyrs, lib. I, chapitre XIV.
Là les légendes divergent. Si Grégoire de Tours donne un pouce pour relique, d'autres sources indiquent plus tardivement trois doigts, notamment le Bréviaire de Maurienne (1512), qui précise « les doigts qui ont touché la tête du Seigneur dans le fleuve du Jourdain ».
Les habitants d'Alexandrie s'aperçoivent de la disparition de la relique et se lancent à sa poursuite. Ils la rattrapent, la fouillent mais ne trouvent pas la relique que Dieu a caché en son sein. Le chanoine Gros, à propos de la suite donnée de cette légende, juge « À la suite des Bollandistes, nous négligeons ces détails romanesques, « qui sentent la fable » ». Finalement, au bout du périple, la — ou les — relique(s) arrive(nt) au vicus de Maurienne, futur Saint-Jean,. Il semble que le lieu soit choisi en raison de l'existence probable d'une enceinte qui protégeait la cité. Thècle serait également à l'origine de la construction de l'église qui accueillerait ces reliques,. L'édifice est achevé par le roi et futur saint Gontran.
Thècle se retire en ermite dans une grotte, au-dessus de la cité, appelée dans les manuscrits Loconia ou Loconnis, et par Gallizia, Lozenai, et qui prendra le nom de Grotte de Saint Thècle. Elle est rejointe par sa sœur ainsi que douze veuves. Vivant à la manière d'une sainte, elle meurt le 25 juin, le lendemain de la fête de Jean Baptiste au cours de laquelle elle participe à la cérémonie,. Son corps serait probablement enterré dans la nouvelle cathédrale de Saint-Jean-de-Maurienne, sans qu'on ait toutefois de preuves.
Le nom de Thècle, plutôt la sous la forme Tygris, n'est connu qu'à partir d'un manuscrit du Xe siècle. Ce dernier mentionne qu'« à l'époque du roi Gontran, une femme nommée Tygris, née à Volascis, oppidum mauriannais, d'origine noble... s'occupait des prêtres et pèlerins de passage... »,. Volascis, est associé au village de Valloire. Les autres indications sur sa vie sont précisées dans un ouvrage du XVIe siècle, intitulé Vie de Sainte Thècle. Cet ouvrage repose sur des documents antérieurs et la tradition orale.
L'ethnologue Arnold van Gennep, dans son ouvrage Religions, mœurs et légendes (1911), indiquait que le « problème hagiographique qui n'est pas résolu encore ».
Bien que l'ensemble des faits ne permettent pas de prouver les fondements de l'existence de Thècle, les reliques de Jean le Baptiste arrivent bien en Maurienne à cette période.

## Culte
Le culte de sainte Thècle se diffuse probablement au plus tard au XIe siècle.

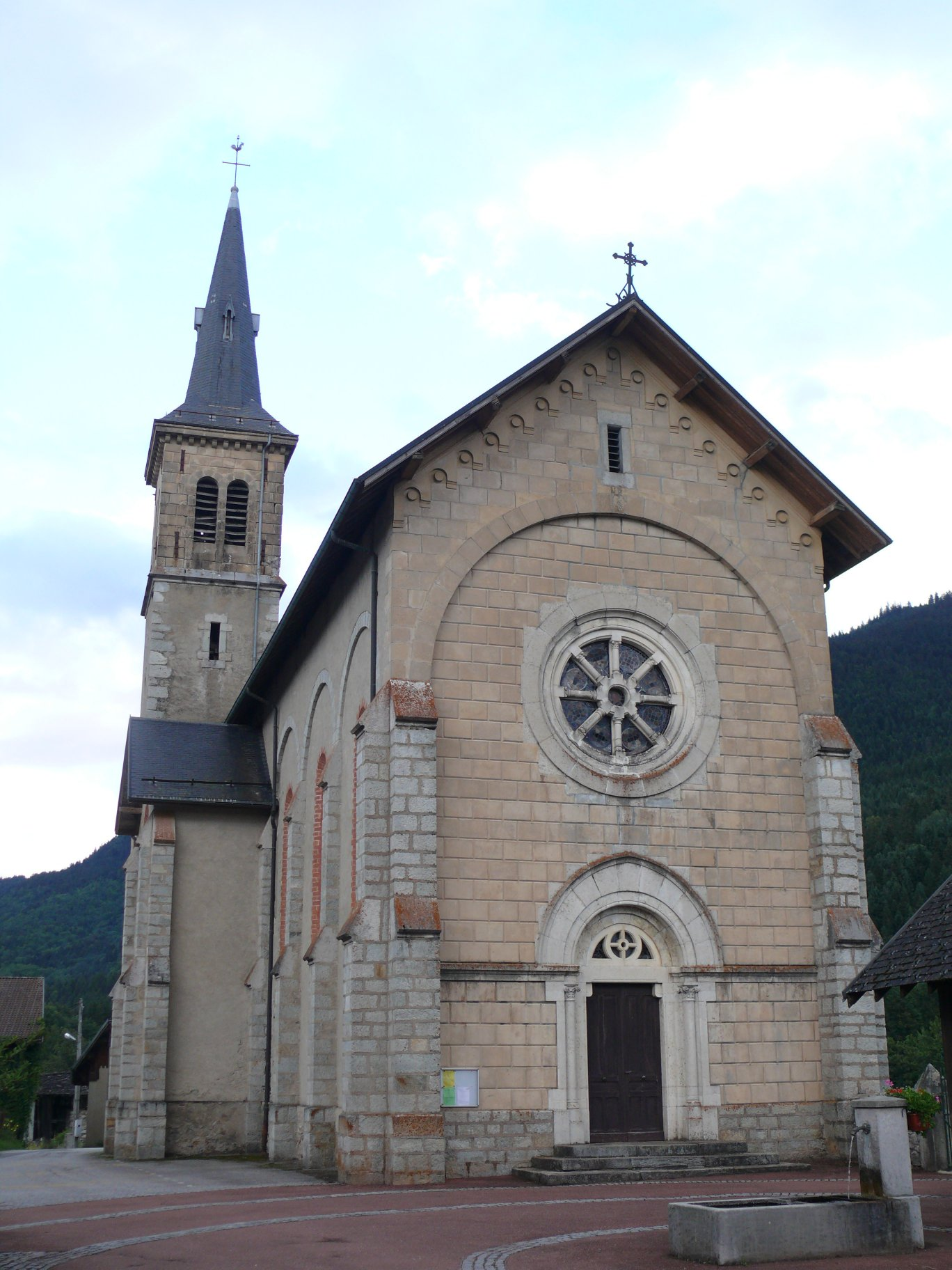
La façade de l'église Sainte-Thècle de Bourget-en-Huile.

Elle vénérée en Maurienne pour avoir apporté les reliques de Jean le Baptiste, événement qui serait à l'origine de l'érection d'un siège épiscopal dans la ville de Saint-Jean-de-Maurienne, par le roi Gontran. En effet, le roi de Bourgogne, qui aurait reçu les précieuses reliques, les aurait placées dans l'église de la ville. Cette dernière est érigée en cathédrale en 574, transformant ainsi la ville en centre d'un diocèse.

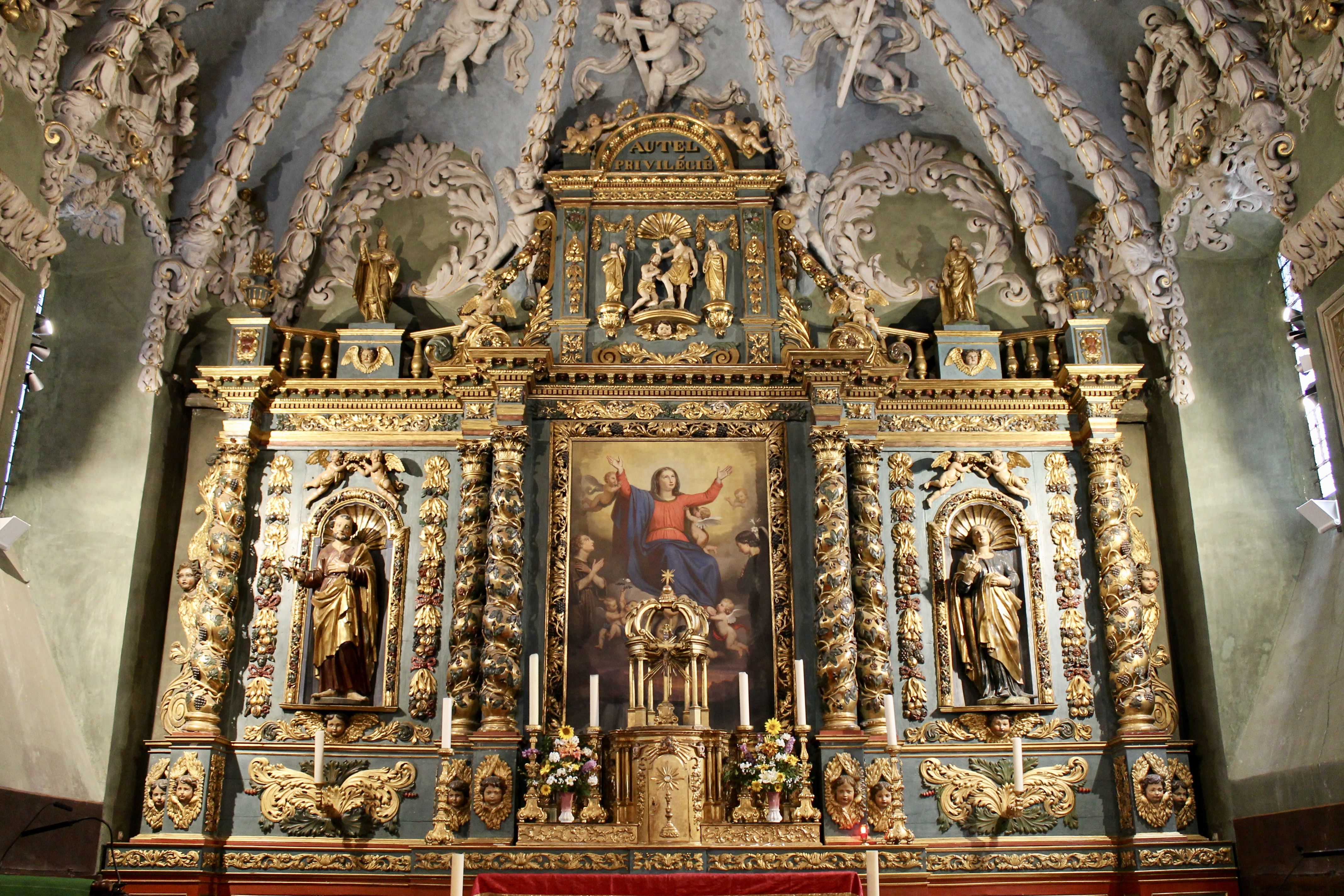
Retable du maître autel de l'église de l'Assomption de Valloire.

Une chapelle dans la cathédrale lui est dédiée. La grotte où elle s'est réfugiée, au lieu-dit Loconia, est devenue un lieu de pèlerinage à partir du XIIIe siècle. Dans le village de Valloire, une chapelle est érigée à l'emplacement présumé de sa maison, au lieu-dit Chaudannes, vers le XVIe siècle et reconstruite en 1817,. Le retable du maître-autel de l'église Notre-Dame-de-l'Assomption de Valloire possède une statue en bois de la sainte. Seule l'église du Bourget-en-Huile, paroisse située dans la basse Maurienne, lui est dédiée.
Elle est célébrée le 25 juin.

## Famille Rapin
Une autre légende, reprise par les généalogistes de la famille, indique que Thècle fait partie des ancêtres de la maison de Rapin, anoblie au XVe siècle,. Ainsi la chapelle à Valloire a été édifiée près de l'ancien manoir de la famille.